# Balázs Borbély
Balázs Borbély ['bɒlaːʒ 'borbeːj] (* 2. Oktober 1979 in Dunajská Streda) ist ein ehemaliger slowakischer Fußballspieler aus der ungarischen Minderheit. Er bestritt insgesamt 263 Spiele in der slowakischen Corgoň liga, der deutschen 1. Bundesliga, der rumänischen Liga 1 und der zyprischen First Division. Im Jahr 2005 gewann er mit dem FC Artmedia Petržalka die slowakische Meisterschaft.

## Karriere

### Verein
Der defensive Mittelfeldspieler spielte bis zum Jahr 2000 bei DAC Dunajská Streda, bevor er sich dem FC Artmedia Bratislava anschloss. Ende 2005 wechselte er auf Leihbasis in die deutsche Bundesliga zum 1. FC Kaiserslautern, für den er 8 Bundesligaspiele bestritt. Nach dem Abstieg des Klubs 2006 wurde die Ausleihe um ein Jahr verlängert. Nachdem die Kaufoption durch den 1. FC Kaiserslautern 2007 nicht gezogen wurde, wechselte Borbély wieder zu FC Artmedia Bratislava. Im Januar 2008 verpflichtete ihn der rumänische Erstligist FC Timișoara. Mit seinem neuen Team erreichte er die Vizemeisterschaft 2009. Anfang 2010 verließ er Rumänien zum zyprischen Erstligisten AEL Limassol. Dort kam er in zwei Jahren nur selten zum Einsatz. Anfang 2013 kehrte er in sein Heimatland zurück und spielt seitdem für Zweitligist ŠTK 1914 Šamorín. Im Jahr 2014 beendete er nach einer Spielzeit bei TJ Družstevník Vrakúň seine aktive Laufbahn.

### Nationalmannschaft
In der UEFA Champions League hat Borbély bisher fünf Spiele bestritten und dabei zwei Tore erzielt. Daneben kam er sieben Mal bei Länderspielen für die slowakische Nationalmannschaft zum Einsatz.

## Erfolge
- Slowakischer Meister: 2005